# Sohyun
Kwon So-hyun (hangul: 권소현; Seúl, 30 de agosto de 1994) es una cantante, compositora y actriz surcoreana que pertenece al sello discográfico 935 Entertainment. También es exmiembro del grupo 4Minute bajo Cube Entertainment. Además, también fue miembro del grupo femenino surcoreano "Orange" en 2005.

## Biografía
So-hyun nació en Seúl, Corea del Sur el 30 de agosto de 1994.
Asistió primero a la High school Kumho Junior y después a la High School Pungmoon, donde se graduó en 2013 como la cuarta de su clase. En 2014 se matriculó en el Departamento de Teatro y Cine de la Universidad Dongguk.

## Carrera
So-hyun debutó como miembro de un grupo llamado "Orange" en el año 2005, cuando apenas tenía 11 años. El grupo debutó con un álbum titulado 'We Are Orange' y la canción 'Our Star'; Sin embargo el grupo debió separarse ese mismo año debido a que eran víctimas de muchos antifans y cyberbullying.

### 4Minute
En junio de 2009, So Hyun hizo su debut como la integrante más joven del grupo 4Minute, con el sencillo 'Hot Issue. Luego de su lanzamiento el grupo promocionó la canción durante la mitad del mes de agosto.
A finales de agosto, 4Minute lanzó un EP llamado "For Muzik" seguido de su segundo sencillo "Muzik".
4Minute ganó un premio Mutizen y un premio Mnet por su segundo sencillo. Su tercer sencillo "What A Girl Wants" fue lanzado casi de inmediato después de lanzar su mini-álbum
Luego de terminar su periodo promocional, el grupo lanzó un nuevo mini-álbum llamado "HuH (Hit Your Heart) para su regreso el 19 de mayo de 2010.
Luego de un año, el grupo hizo el lanzamiento de su primer álbum completamente en coreano, que tiene por nombre 4MINUTES LEFT; este y sus dos singles mantuvieron sus posiciones en el top 10 de muchos Charts de tiempo real coreanos. Luego de la promoción de su primer álbum, el grupo se centró en sus actividades japonesas.
Luego de más de un año de inactividad, el grupo comenzó rápidamente a anticipar su regreso para el 9 de abril, con su tercer miniálbum "Volume Up". 4Minute logró alcanzar el #1 tres veces en shows musicales, dos veces en Show Champion y una vez en M! Countdown
Luego de 7 años el grupo se separó el 12 de junio de 2016, y Sohyun dejó la compañía.

### Actividades como solista
Al mismo tiempo que se convertía en cantante, So Hyun tuvo un pequeños roles en televisión y también participó en shows de variedades. Actuó en el video de Teen Top "Going Crazy".

### Actriz
En 2017 formó parte del reparto de la película My Last Love, con el papel de Dal-nim, la hija de un hombre que padece una enfermedad grave que oculta a su familia.
En 2020 interpretó el papel de Ji-woo en la película Run Boy Run, dirigida por Oh Won-jae.

## Filmografía

### Películas
| Año  | Título            | Papel        | Notas |
| ---- | ----------------- | ------------ | ----- |
| 2005 | Love in Magic     |              | Cameo |
| 2014 | Hwanggu           | Sin Mi-soo   | [ 8 ] |
| 2017 | My Last Love      | Kim Dal-nim  | [ 6 ] |
| 2018 | Birthday          | Eun-bin      |       |
| 2019 | Black Money       | Park So-hyun | [ 9 ] |
| 2019 | A Little Princess | Jin-joo      |       |
| 2020 | Run Boy Run       | Ji-woo       | [ 7 ] |

### Series de Televisión
| Año  | Título                          | Personaje    |
| ---- | ------------------------------- | ------------ |
| 2022 | The Killer's Shopping List      | Lee Kyung-ah |
| 2022 | Love All Play                   | Chun Yu-ri   |
| 2019 | Class of Lies                   | Seo Yoon-ah  |
| 2019 | The Secret Life of My Secretary | Ha Ri-ra     |
| 2005 | Sweet Buns                      |              |
| 2005 | Love in Magic                   |              |
| 2004 | Woolla Boolla Blue Jjang        |              |
| 2004 | Lovers in Paris                 |              |
| 2004 | Jang Gil San                    |              |
| 2003 | Jewel in the Palace             |              |

### Apariciones en videos musicales
| Año  | Título de la canción | Artista  | Rol             |
| ---- | -------------------- | -------- | --------------- |
| 2012 | "Crazy"              | Teen Top | Interés amoroso |
| 2012 | "Driving Me Crazy"   | Teen Top | Ella misma      |

### Apariciones en programas de variedades
| Año        | Programa        | Cadena | Notas        |
| ---------- | --------------- | ------ | ------------ |
| 2011, 2016 | Hello Counselor | SBS    | Ep. 29 y 260 |
| 2015       | Running Man     | SBS    | Ep. 233      |